# Stephan Pongrácz
Stephan Pongrácz (in 't hongaars: István Pongrácz) (Vințu de Jos, 1582 - Košice, 8 september 1619) was een Hongaarse jezuïet die gefolterd en vermoord werd door calvinistische soldaten tijdens de godsdienstoorlogen in Midden-Europa. Hij wordt door de Rooms-Katholieke Kerk beschouwd als een martelaar voor het geloof en werd in 1995 door paus Johannes Paulus II heilig verklaard. In de liturgische kalender wordt hij herdacht op 7 september.

## Biografie
Stephan was afkomstig van een Hongaarse adellijke familie. Alvorens in te treden bij de Jezuïetenorde studeerde hij in Kolozsvár (Transsylvanië) (thans Cluj in Roemenië). Hij volgde van 1605 tot 1608 een opleiding filosofie, en na bijkomende studies in Ljubljana (Slovenië), werd hij van 1609 tot 1611 leraar aan het college van Klagenfurt (Oostenrijk). In het hertogdom Stiermarken (Oostenrijk) studeerde hij vervolgens van 1612 tot 1615 theologie als voorbereiding op het kloosterleven. In 1615 werd hij in Graz priester gewijd.
Pongracz werd vooreerst collegedirecteur en predikant in Homonna (thans Humenné in Slowakije) waar hij op vraag van András Dóczy (gouverneur van Košice) dienst deed als pastoor voor de beperkte katholieke gemeenschap te midden van een ruime meerderheid calvinisten.
Deze regio, in het oostelijk deel van het Oostenrijks-Hongaars keizerrijk, was onstabiel en was het theater van gewelddadige etnische en religieuze conflicten tussen calvinisten en katholieken.
Na de geestelijke oefeningen te hebben gedaan, samen met zijn Kroatische medebroeder Marko Krizin bevond Pongrácz zich in juli 1618 in een dorp nabij Saros. Hij vernam dat het calvinistisch leger onder de bevelen van de prins van Transsylvanië, Gabriël Bethlen, in Košice geweld pleegde tegen de katholieke minderheid onder het mom van bestraffing van opstandigheid tegen het wettelijke gezag.
In gezelschap van  zijn Kroatische gezel en een andere jezuïet, Melchior Grodziecki, spoedde hij zich naar Košice, met als doel de katholieken bij te staan.
Naderhand, op 3 september 1619, werden de drie geestelijken aangehouden. Men liet ze in ontbering, gedurende verscheidene dagen zonder voedsel noch drank. Bovendien ondergingen ze wrede folteringen. Men trachtte hen te doen verzaken aan de zogenaamde "godsdienst der tirannen" (het katholiek geloof van de Habsburgers).
Melchior Grodziecki en Marko Krizin stierven op 7 september door onthoofding. Stephan Pongrácz overleefde de opgelopen verwondingen ongeveer twintig uren en overleed daags nadien, op 8 september.

## Verering
Zelfs de protestanten van Košice waren geschokt : de priesters die gekend waren om hun minzaam karakter verdienden dergelijke barbaarse behandeling niet. Als een lopend vuurtje verspreidde het nieuws van hun martelaarschap zich over het land.
Aanvankelijk weigerde prins Gabriël Bethlen een teraardebestelling in heilige grond. Gevolg gevend aan talrijke vragen alom, gedoogde hij na verloop van tijd toch een waardige begrafenis voor de overledenen.
Kardinaal Péter Pázmány die enkele jaren voordien Marko Krizin had priester gewijd, leidde het proces van zaligverklaring in. Dit had tot gevolg dat een officiële petitie werd ingediend bij paus Urbanus VIII, met de vraag om de publieke verering van de martelaren toe te staan. Op 1 november 1904 werden Stephan Pongracz en zijn gezellen door paus Pius X zalig verklaard.
Tijdens zijn bezoek aan Košice op 2 juli 1995 verklaarde paus Johannes Paulus II de drie martelaren heilig. De liturgische herdenking vindt jaarlijks plaats op 7 september.